# Euskal oiloa
L'Euskal Oilo est une race de poule domestique au Pays basque. Euskal Oilo signifie en basque « poule basque ».

## Origine
Originaire du Pays basque, elle est issue de volailles locales et de poules importées d'Asie et des États-Unis (notamment du Rhode-Island). La sélection commença en 1975.

## Description
C'est une race de chair avec une ponte correcte, qui possède cinq variétés: lepogorri (cou rouge), marradune (barré-fauve), beltza (noire), zilarra (argentée), lepasoila (à cou nu)

## Galerie

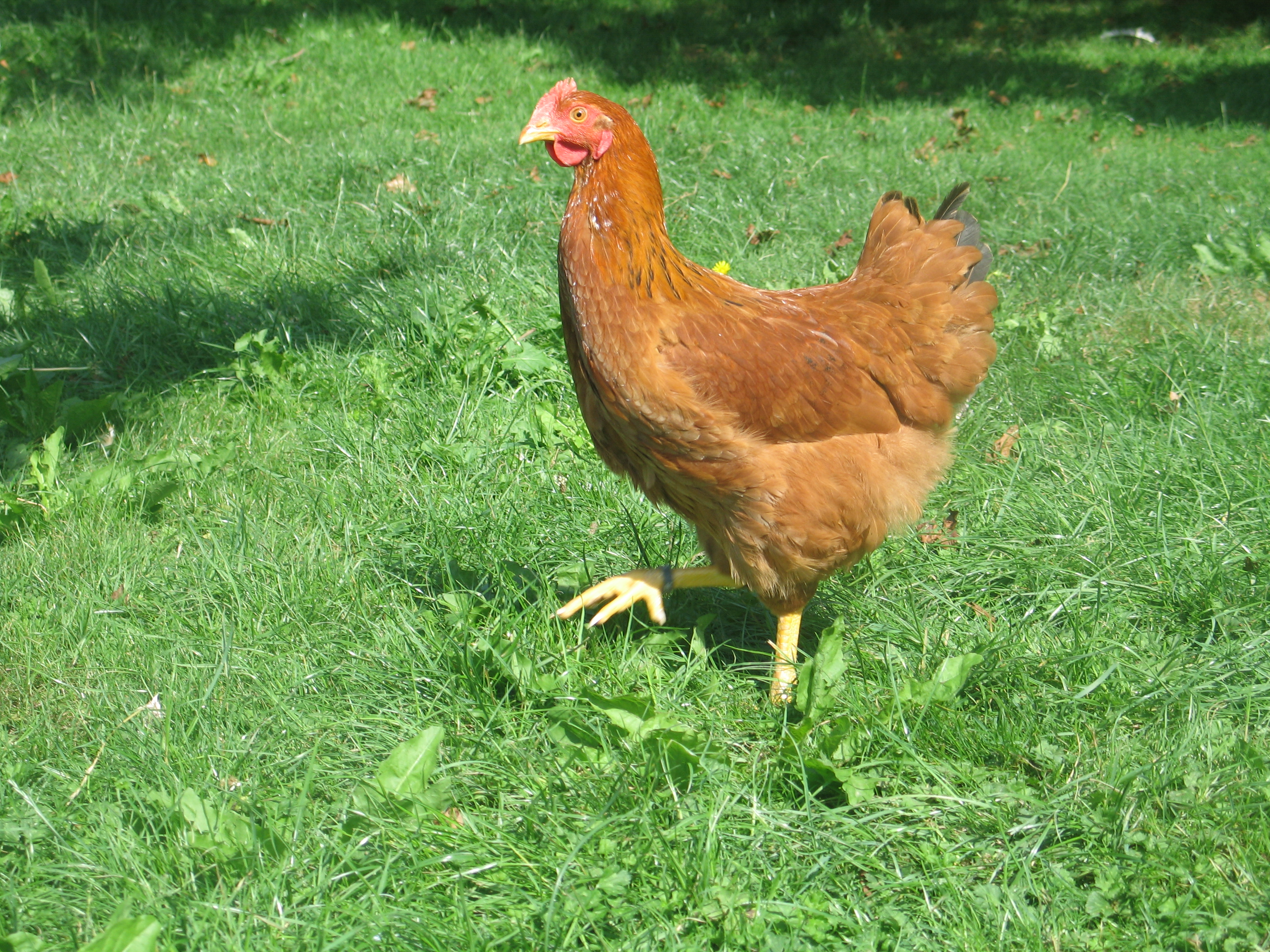
Poule lepogorri
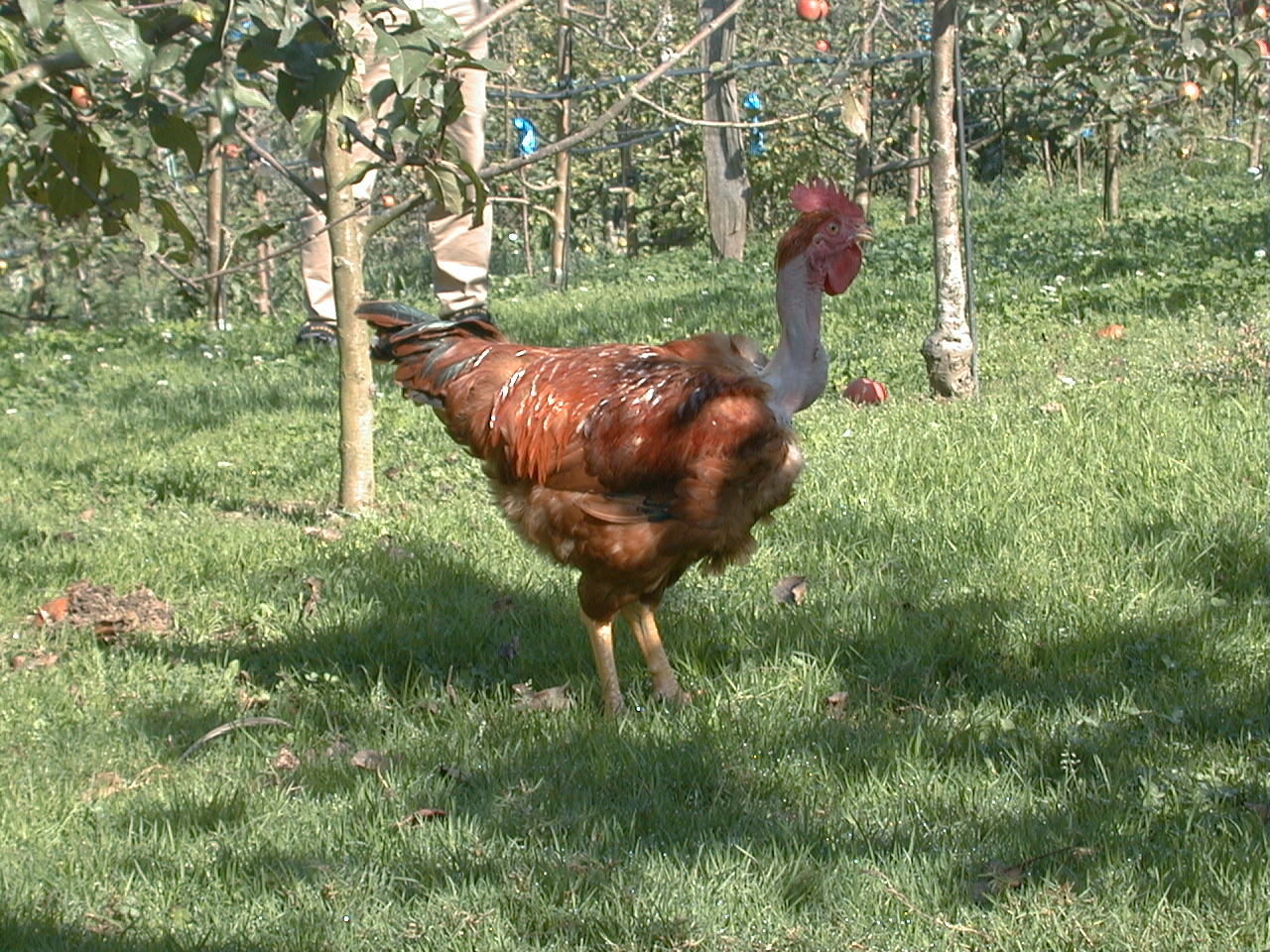
Coq lepasoila
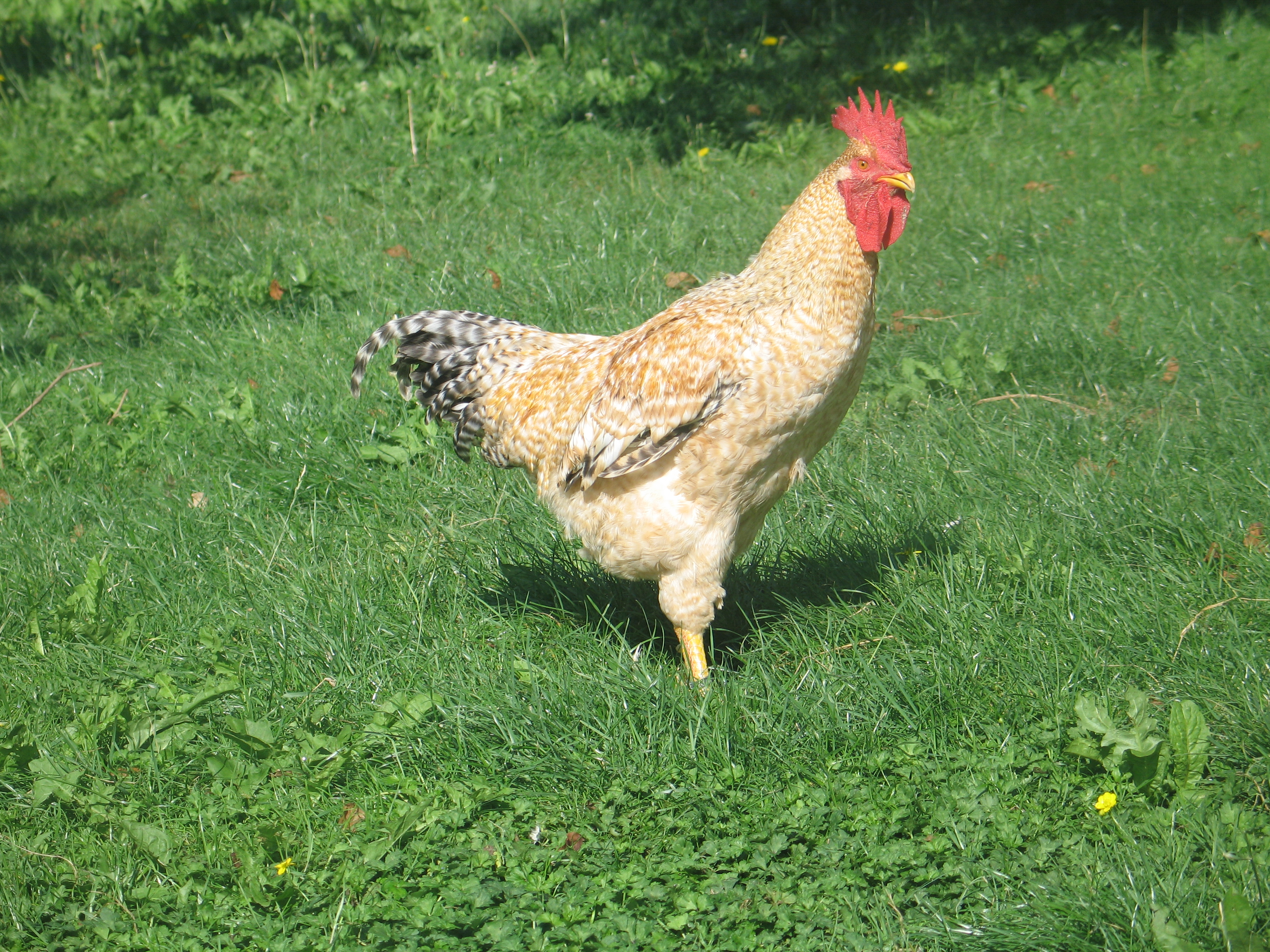
Coq marradune
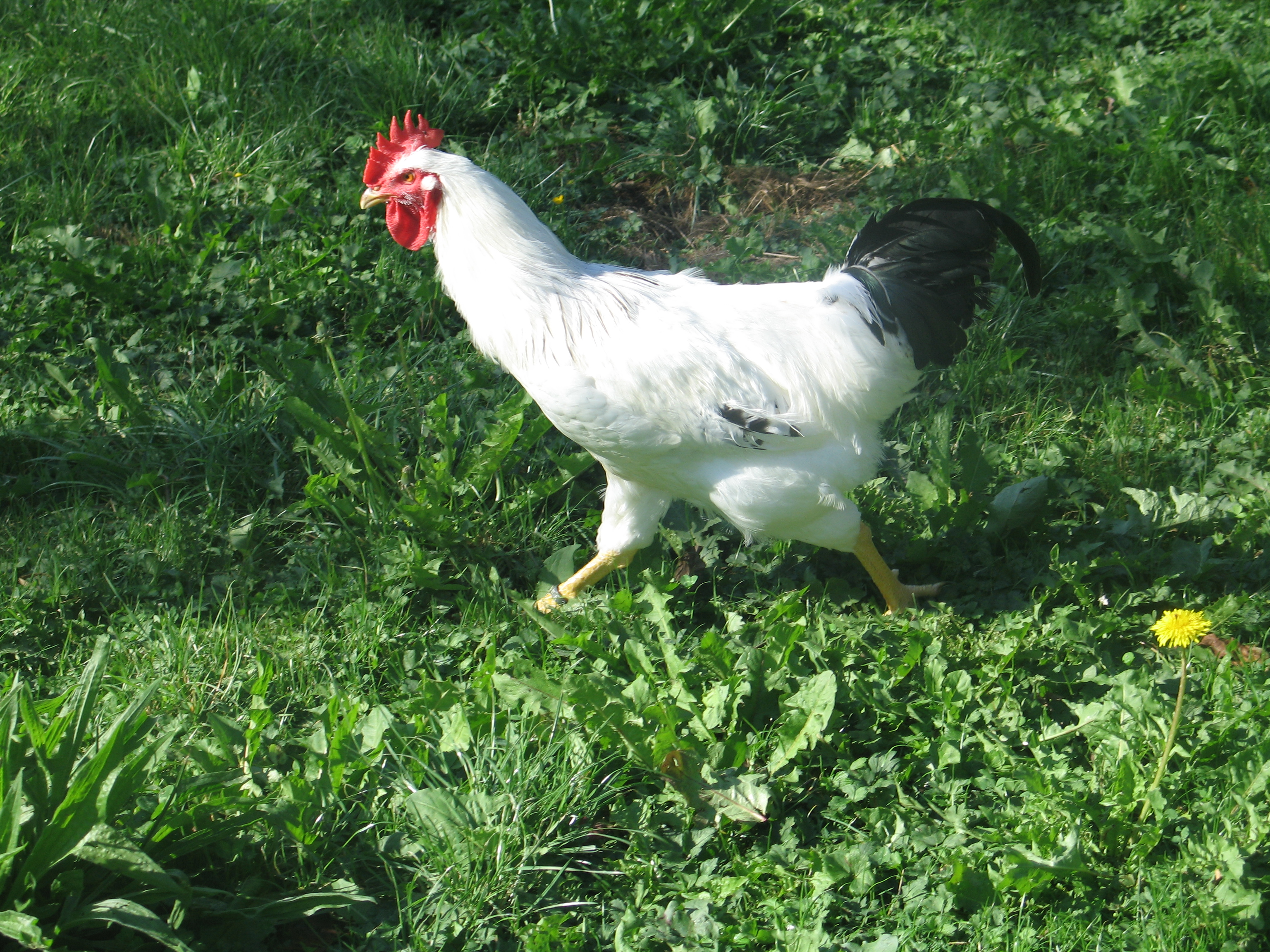
Coq zilarra

## Standard
- Masse idéale : coq : 3,6 kg ; poule : 2,5 kg
- Crête : simple, moyenne, droite et ferme
- Barbillons : larges, rouge vif
- Oreillons : rouge vif
- Bec : fort, vigoureux, bien courbé
- Couleur des yeux : marron clair
- Couleur Tarses : jaune
- Œufs : min. 60 g, coquille de couleur brune
- Diamètre des bagues : coq : 20 cm ; poule : 18 cm

## Sources
- Le Standard officiel des volailles (Poules, oies, dindons, canards et pintades), édité par la SCAF.